# Asuka (imię)
Asuka (jap. あすか, アスカ) – głównie żeńskie imię japońskie, rzadko noszone przez mężczyzn, może być używane także jako nazwisko.

## Możliwa pisownia
Asuka można zapisać używając wielu różnych znaków kanji i może znaczyć m.in.:
jako imię
- 明日香, „jutro, zapach”[1]
- 飛鳥

## Znane osoby
o imieniu Asuka
- Asuca Hayashi (明日香), japońska piosenkarka
- Asuka Hinoi (明日香), japońska piosenkarka i liderka zespołu Hinoi Team
- Asuka Katsura (明日香), japońska mangaka
- Asuka Fukuda (明日香), japońska piosenkarka
- Asuka Shibuya (飛鳥), japońska seiyū

o nazwisku Asuka
- Rin Asuka (飛鳥), japońska aktorka

## Fikcyjne postacie
o imieniu Asuka
- Asuka (アスカ), bohater serialu tokusatsu Bakuryū Sentai Abaranger
- Asuka Amahane (あすか), bohaterka anime Aikatsu!
- Asuka Domon (Bobby Shearer) (飛鳥), bohater sportowej gry wideo, mangi i anime Inazuma 11
- Asuka Honda (飛鳥), główna bohaterka gry Asuka 120%
- Asuka Kasen (明日香), bohaterka gry Grand Theft Auto III
- Asuka Kazama (飛鳥), bohaterka gry Tekken
- Asuka Kitamura (飛鳥), bohater mangi i anime Angelic Layer
- Asuka Motomura (明日香), bohaterka filmu Battle Royale II
- Asuka Langley Soryu (アスカ), bohaterka serii Neon Genesis Evangelion
- Asuka Tokugawa (明日香), bohaterka light novel, mangi i anime E's Otherwise

o nazwisku Asuka
- Kenji Asuka (明日香), bohater serialu tokusatsu Himitsu Sentai Gorenger
- Momoko Asuka (飛鳥), jedna z bohaterek mangi i anime Ojamajo Doremi
- Shinn Asuka (アスカ), główny bohater serii mang i anime Mobile Suit Gundam SEED Destiny